# Stanisław z Bydgoszczy
Stanisław z Bydgoszczy (ur. ?, zm. 1420) – zakonnik, karmelita zwany błogosławionym Kościoła katolickiego.

## Życiorys
Wszystko, co wiadomo o życiu Stanisława pochodzi z informacji i opisów ikonograficznych jego kultu. Z samego jego życia nie zachował się żaden materiał źródłowy.
Pochodził z mieszczańskiej rodziny, prawdopodobnie z Poznania. Wstąpił do klasztoru karmelitów w Poznaniu lub w Bydgoszczy (konwent ufundowano w 1398 r.). Wspaniały kaznodzieja, został wysłany z Bydgoszczy jako misjonarz do Prus, gdzie został zamordowany. Jego ciało przesłano do klasztoru karmelitów w Bydgoszczy, gdzie spoczęło 2 maja 1420 r. Według innej wersji, błogosławiony dał się poznać w Bydgoszczy jako żarliwy wyznawca Chrystusa, skąd udał się na wyprawę misyjną do Prus. Tam nawracał pogan na wiarę chrześcijańską oraz przeciwstawiał się rozprzestrzeniającemu się husytyzmowi. W 1420 r. poganie mieli zamordować Stanisława. Inna, miejscowa, tradycja wiązała śmierć Stanisława z Bydgoszczą, w której miał ją ponieść z ręki grzesznika, którego potępił publicznie na kazaniu. Nowsze interpretacje wskazują na śmierć Stanisława z ręki zaciężnych Tatarów na służbie Władysława Jagiełły, którzy przebywali w mieście podczas wojen z Krzyżakami, lub też z ręki czeskich husytów, również najmowanych przez Jagiełłę do wypraw wojennych na teren Prus Krzyżackich.
W ikonografii Stanisław z Bydgoszczy przedstawiany jest jak na wizerunku na ścianie ambony w kościele karmelitów w Bydgoszczy przebijany mieczem przez człowieka ubranego w strój wschodni. Kościół ten został rozebrany w 1822 r., a część jego wyposażenia, m.in. wspomniana ambona trafiła do kościoła farnego w Bydgoszczy. Podobny wizerunek na obrazie znajdował się w kościele karmelitów w Gdańsku (spłonął w 1945 r.) oraz rzeźba o tej samej treści w kościele pokarmelickim w Kcyni. Kult bł. Stanisława zaczął się szerzyć w Bydgoszczy od czasu jego pochówku (1420 r.) Później rozwój kultu dotyczył w szczególny sposób Prowincji Wielkopolskiej karmelitów. Podsycany przez środowiska karmelickie kult, zaczął wygasać po kasacie zakonu w 1816 r.